# Spargelsortiermaschine

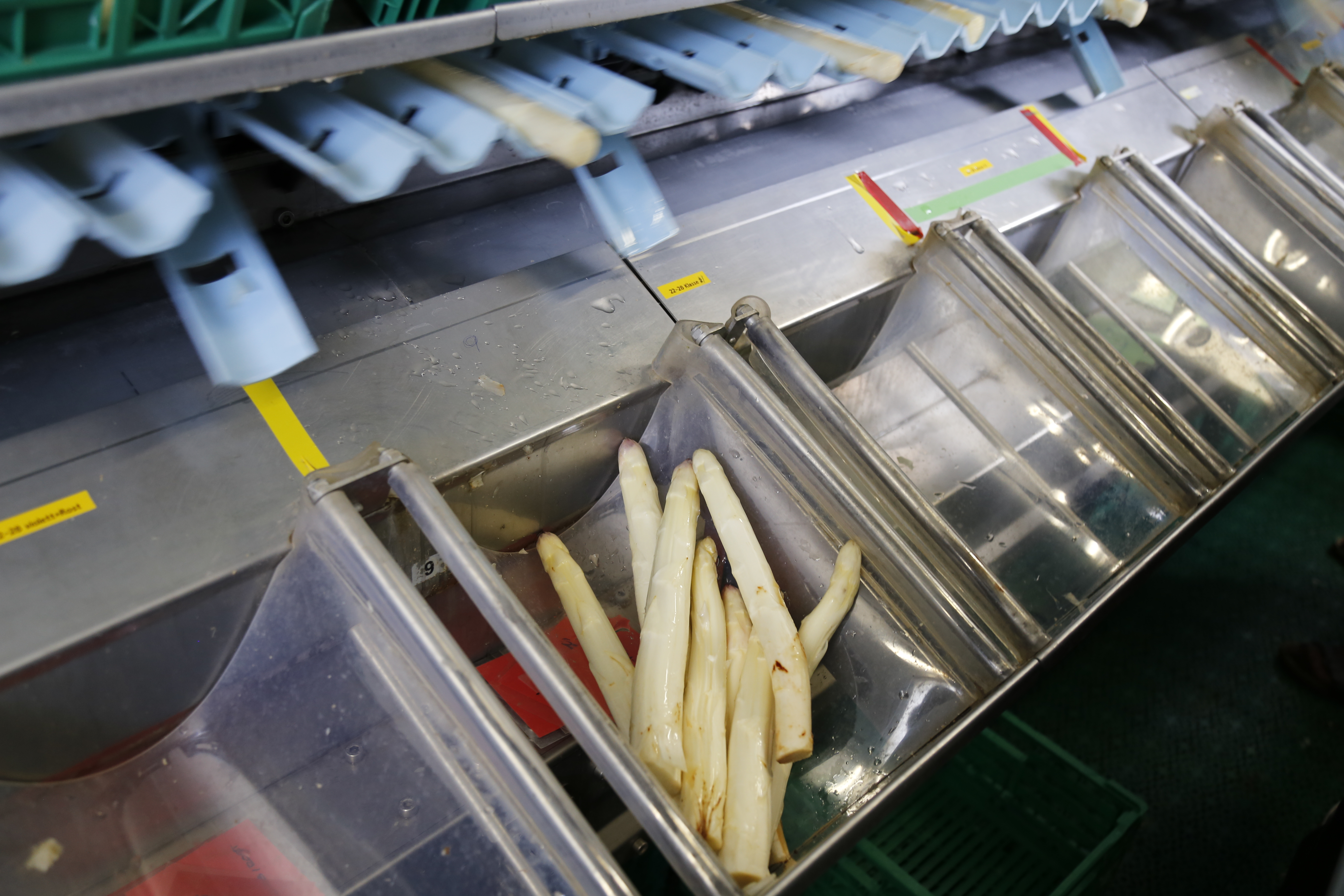
Vollautomatische Spargelsortiermaschine (Teilansicht)

Die Spargelsortiermaschine wird während der Spargelsaison zum Sortieren der Spargelstangen nach verschiedenen Merkmalen, allen voran dem Durchmesser, eingesetzt. Gleichzeitig mit dem Sortieren übernimmt die Maschine meist auch das Putzen und das Schneiden der Spargel auf Länge.
In der Hauptsache werden die Spargel nach ihrem durchschnittlichen Durchmesser getrennt, wobei man Bereiche von ca. 4 bis 5 mm Unterschied zusammenlegt. Dabei sind Durchmesser um 18 bis 22 mm die erste Wahl, dünnere Stangen bis hin zum 8 bis 10 mm Suppenspargel bilden die Handelsklasse I und II. Auch dickere Stangen als 22 mm gelten nicht mehr als optimal. Automatische Sortiermaschinen beinhalten elektronische Steuerungen, an denen der Betreiber die Sortierbereiche für seine Zwecke oder nach Kundenanforderung konfigurieren kann.

## Technik
Spargelsortiermaschinen verfügen entweder über ein Laufband oder eine Kette mit Fächern bzw. Noppen, in welche die Erntearbeiter die zu sortierenden Spargel einzeln einlegen. Danach werden sie entweder mittels Lichtschranken optisch vermessen oder mit einer bildverarbeitenden Kamera fotografiert, und anschließend in mehrere getrennte Ablagen geführt, wo sie wieder manuell in Kästen abgelegt werden.
Einfache Spargelsortiermaschinen verfügen oft nur über Hilfsanzeigen, die den Arbeitern beim manuellen Aussortieren Unterstützung geben, um den Durchsatz zu steigern oder die Fehlerquote zu senken. Auch Laufbänder ohne zusätzliche Vorrichtungen erleichtern das manuelle Sortieren.
Halbautomatische Sortiermaschinen beschränken sich bei der Sortierung auf die Auswertung der Dicke des Spargels und haben die größte Verbreitung in der Spargelwirtschaft.
Vollautomatische Sortieranlagen versuchen auch, den Krümmungsgrad und Verfärbungen mehr oder weniger mit auszuwerten. Dabei gilt es z. B., solche Spargel auszusondern, die durch Sonnenlichteinwirkung eine violette oder grüne Spargelspitze haben.
An einer Sortiermaschine sind mindestens zwei bis drei Arbeiter im Einsatz, bei größeren Betrieben auch 10 bis 15 Personen. Eine vollautomatische Maschine, die ganz ohne Personal auskommt, ist wegen der Empfindlichkeit des frischen Spargels, z. B. wegen der Brüchigkeit, und wegen der notwendigen Endkontrolle bisher technisch nicht möglich.

## Verwendung
Spargelsortiermaschinen werden als wichtiges Arbeitsinstrument in Deutschland vorrangig bei der Bleichspargelernte benötigt, da der Endverbraucher und die Lebensmittelanbieter hier eine besonders hohe Qualität fordern. Dagegen wird Grünspargel dort in weit geringerem Maße angebaut und Sortiermaschinen sind nicht so verbreitet.
Während der Erntezeit werden in großen Spargelbetrieben, bei einer Verarbeitung von 5 bis 8 Spargel pro Sekunde (in der Praxis ca. 10000 bis 20000 Stangen pro Stunde), mit einer Sortiermaschine täglich mehrere Tonnen Spargel sortiert und für den Verkauf an die Großhändler vorbereitet.